# Gennaro Verolino
Gennaro Verolino (Nápoles, 3 de novembro de 1906 — Roma, 17 de novembro de 2005) foi um arcebispo católico italiano, diplomata da Santa Sé e oficial da Cúria Romana. Foi reconhecido postumamente como Justo entre as nações pelo Yad Vashem.

## Biografia
Gennaro Verolino estudou no seminário diocesano de Acerra e depois em Posillipo, no seminário regional da Campânia, nos últimos dois anos do ensino médio e depois nos estudos de filosofia e teologia. Foi ordenado em 23 de dezembro de 1928 como padre da Diocese de Acerra, pelo Bispo Francesco De Pietro. Como ainda era muito jovem e não podia exercer todas as funções de sacerdote, foi estudar direito canônico e direito civil em Roma, no Pontifício Ateneu Romano Santo Apolinário, alcançando o doutorado in utroque iure. Foi chamado para a Secretaria de Estado e depois para a nunciatura na Hungria.
Em 1944, o Padre Gennaro Verolino era o secretário do Monsenhor Angelo Rotta, Núncio Apostólico na Hungria. Após a invasão alemã, Monsenhor Rotta foi o primeiro diplomata de um estado neutro a pressionar a Igreja Católica e o establishment húngaro a agir contra as novas políticas antijudaicas. No verão e inverno de 1944, Rotta foi signatário de cartas abertas de protesto enviadas por representantes dos países neutros ao regime fascista húngaro, pedindo o fim das deportações e proteção para as crianças judias.
Começando no verão de 1944, e durante o período da Cruz Flechada que começou em outubro daquele ano, Rotta, com a ajuda de Verolino, emitiu cartas de proteção do Vaticano para os judeus. Per Anger, segundo secretário da Legação Sueca em Budapeste e assistente de Raoul Wallenberg, testemunhou mais tarde que Verolino também cooperou com representantes de estados neutros com relação ao fornecimento de alimentos, medicamentos e tratamento médico para judeus em “casas protegidas” em Budapeste. Quando os soldados da Cruz Flechada invadiram um prédio católico para prender os judeus, Rotta e Verolino intervieram, colocando suas próprias vidas em risco, e contataram o ministro das Relações Exteriores húngaro para exigir o retorno dos judeus presos ao prédio protegido. Durante a ocupação nazista, a nunciatura elaborou e distribuiu entre 25 mil e 30 mil “cartas de proteção” aos judeus, com as quais poderiam escapar da deportação.
Verolino foi nomeado pelo Papa Pio XII em 5 de setembro de 1951 como Arcebispo titular de Corinto e no dia seguinte como Núncio Apostólico em El Salvador e na Guatemala. Recebeu a ordenação episcopal em 7 de outubro de 1951, no Pontifício Colégio Pio Latino-americano, por Clemente Cardeal Micara, Cardeal-Bispo de Velletri; os principais co-consagradores foram Paolo Giobbe, Arcebispo titular de Ptolemais em Tebaida, e Nicola Capasso, Bispo de Acerra.
Foi transferido para a Costa Rica em 25 de fevereiro de 1957. Chamado de volta a Cúria Romana pelo Papa João XXIII, em 2 de março de 1963, como Secretário da Congregação de Cerimônias. Em 15 de agosto de 1967, tornou-se funcionário da Secretaria de Estado. O Papa Paulo VI o nomeou em 16 de abril de 1969 como Presidente da Pontifícia Comissão de Arqueologia Sacra, cargo que ocupou até sua aposentadoria, aos 79 anos, em 1986.
Em outubro de 2004, o governo de Estocolmo atribuiu a Monsenhor Verolino o prêmio "Per Anger", em homenagem ao embaixador sueco em Budapeste durante a ocupação. Foi o primeiro ganhador do prêmio.
Arcebispo Verolino faleceu em Roma e foi sepultado na Capela do Bispo do cemitério de Acerra.

Em 30 de abril de 2007, o Yad Vashem reconheceu Gennaro Verolino como Justo entre as Nações.